# Älvhytteängen
Älvhytteängen är ett naturreservat i Nora kommun, i landskapet Västmanland och Örebro län som avsattes 1980 för att bevara ett för trakten typiskt äldre kulturlandskap. Reservatet är en delvis trädbevuxen ängsmark som hävdas med slåtter. Där finns cirka 230 olika växtarter varav 22 är orkidéer.

## Bilder

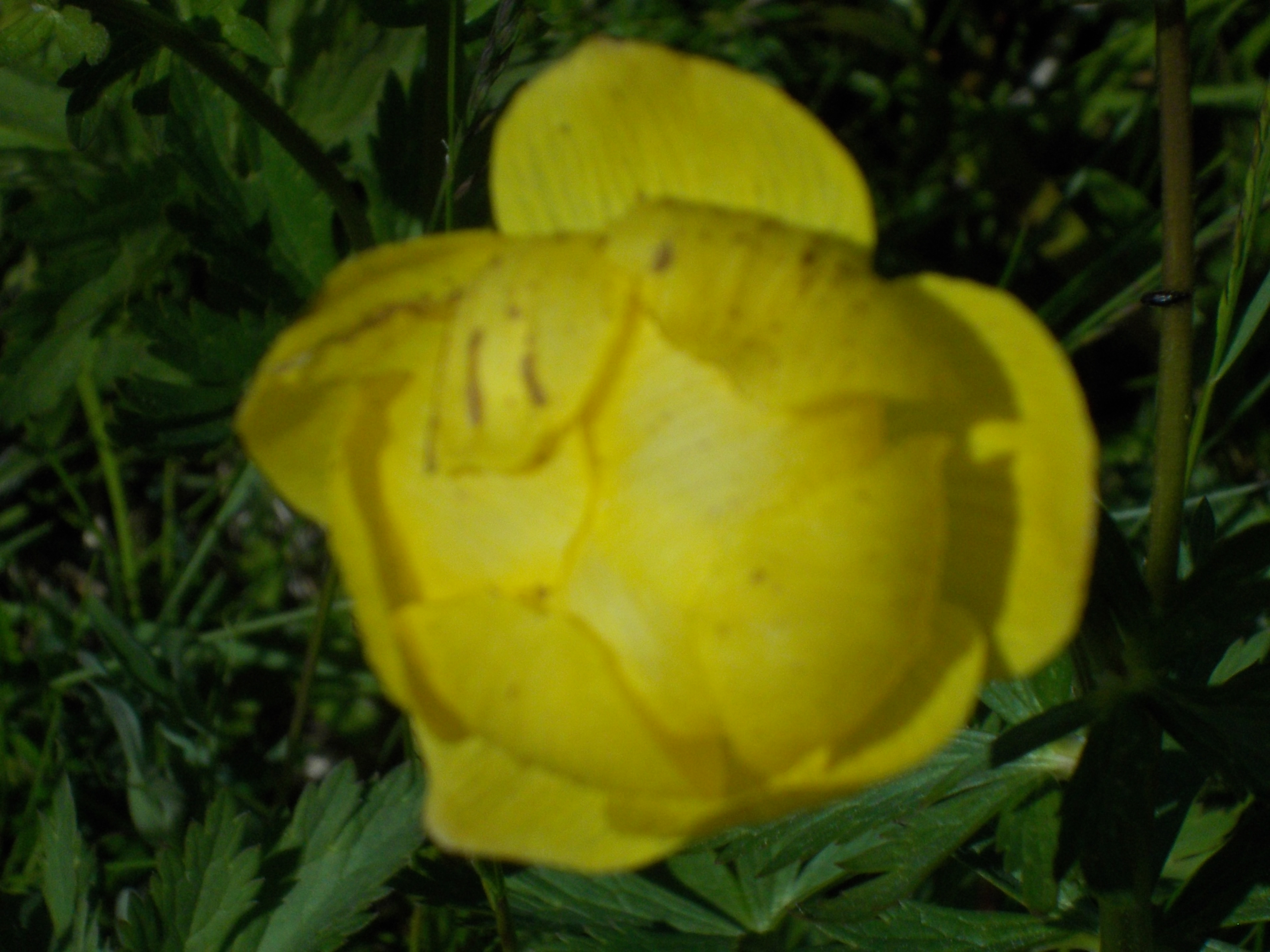
Smörboll, Älvhytteängen
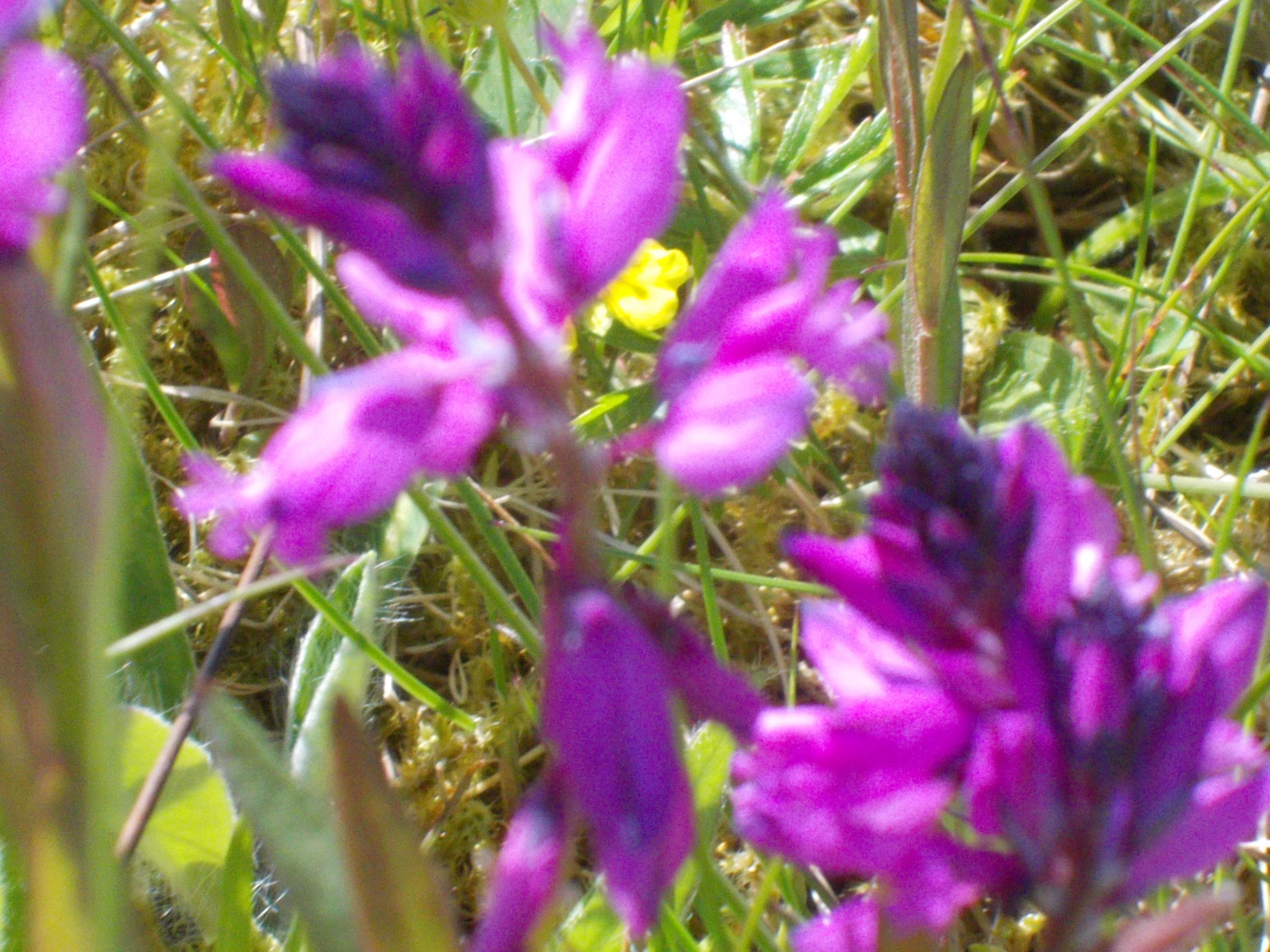
Jungfrulin Älvhytteängen